# Stefano Battistelli
Pour les articles homonymes, voir Battistelli.
Stefano Battistelli, né le 6 mars 1970 à Rome, est un nageur italien.

## Carrière
Stefano Battistelli participe aux Jeux olympiques de 1988 à Séoul et remporte la médaille de bronze dans l'épreuve du 400 m 4 nages. Il participe également aux Jeux olympiques d'été de 1992 à Barcelone et remporte une nouvelle médaille de bronze dans l'épreuve du 200 m dos.

## Palmarès

### Championnats d'Europe
- Championnats d'Europe 1989 à Bonn (Allemagne de l'Ouest) :
  -  Médaille d'or du 200 m dos ;
  -  Médaille d'or du relais 4 × 200 m nage libre ;
  -  Médaille de bronze du 400 m 4 nages ;
  -  Médaille de bronze du relais 4 × 100 m 4 nages.
- Championnats d'Europe 1991 à Athènes (Grèce) :
  -  Médaille d'argent du relais 4 × 200 m nage libre.